# 田智枚
田智枚（1862年—1921年），字介臣，號簡軒，山東濰縣人，清朝政治人物、進士出身。

## 生平
清光緒十八年（1892年）考中進士，同年五月，改翰林院庶吉士。光緒二十年四月，散館，授翰林院編修。歷任雲南鄉試主考，貴州學政等职，官至弼德院秘書長。以書法聞名。